# Estación Ribaucourt
La estación de metro Ribaucourt es una estación de metro de Bruselas en el segmento norte de las líneas 2 y 6. Se inauguró el 2 de octubre de 1988 y está ubicada en el Boulevard Léopold II en el municipio de Sint-Jans-Molenbeek.
Toma su nombre de la noble familia belga de Ribaucourt y del parque y castillo de Ribaucourt.
- Datos: Q3087217
- Multimedia: Ribaucourt metro station / Q3087217